# والتر شیل
والتر شیل (به آلمانی: Walter Scheel) (زاده ۸ ژوئیه ۱۹۱۹ – درگذشته ۲۴ اوت ۲۰۱۶)، سیاستمدار آلمانی از حزب FDP بود. او میان سال‌های ۱۹۶۱ تا ۱۹۶۶، وزیر امور اقتصادی، میان سال‌های ۱۹۶۹ تا ۱۹۷۴ معاون صدراعظم و وزیر امور خارجه آلمان، از ۷ تا ۱۶ مه ۱۹۷۴ به عنوان صدراعظم (به علت استعفای ویلی برانت) و در پایان، از سال ۱۹۷۴ تا ۱۹۷۹ به عنوان رئیس‌جمهور آلمان غربی فعالیت می‌کرد.

## زندگی‌نامه
شیل در سال ۱۹۱۹ در زولینگن که هم‌اکنون در ایالت نوردراین وستفالن قرار دارد، زاده شد.
در طول جنگ جهانی دوم در نیروی هوایی آلمان به عنوان رادار دارِ هواپیماهای مستراشمیت بی‌اف ۱۱۰ خدمت کرد.
او همچنین از سال ۱۹۹۱، به‌طور افتخاری، ریاست سازمان فردریش نُومن که وابسته به حزب دموکرات آزاد است را به عهده دارد.

## درگذشت
والتر شیل در ۲۴ اوت ۲۰۱۶ بعد از یک دوره طولانی بیماری در سن ۹۷ سالگی درگذشت. والتر شیل در تاریخ آلمان بیش از همه روسای جمهور این کشور عمر کرد.